# 亚历山德罗·坎帕尼亚
亚历山德罗·坎帕尼亚（義大利語：Alessandro Campagna，1963年6月26日—），意大利前男子水球运动员。他曾代表意大利国家队参加1988年和1992年夏季奥林匹克运动会水球比赛，其中1992年奥运会获得一枚金牌。